# Merindad de Valdivielso
Merindad de Valdivielso es un municipio español de la provincia de Burgos, en la comunidad autónoma de Castilla y León. Ubicado en el valle de Valdivielso, tiene una población de 403 habitantes (INE 2024).

## Geografía
Integrado en la comarca de Las Merindades, la capital municipal, Quecedo, se sitúa a 69 kilómetros de la capital provincial. El término municipal está atravesado por la carretera nacional N-232 entre los pK 519 y 535, además de por la carretera autonómica CL-629, que se dirige hacia Burgos, y por una carretera local que conecta con el municipio de Oña. 
| Noroeste: Valle de Manzanedo | Norte: Villarcayo y Merindad de Cuesta-Urria | Nordeste: Merindad de Cuesta-Urria |
| Oeste: Los Altos             |                                              | Este: Trespaderne                  |
| Suroeste: Los Altos          | Sur: Los Altos y Rucandio                    | Sureste: Oña                       |

El relieve del municipio está definido por el valle de Valdivielso que origina el río Ebro y las montañas que lo rodean. El río Ebro atraviesa el valle penetrando por el desfiladero de los Hocinos y saliendo de él por el desfiladero de la Horadada, represando las aguas en el embalse de Cereceda. Al norte del valle se extiende la sierra de la Tesla, que hace de límite septentrional, mientras que por el sur, otra pequeña cadena montañosa marca el límite con Rucandio. Por el noroeste se extienden otras montañas que limitan con los municipios vecinos y al suroeste el territorio es más llano en forma de páramos. La altitud oscila entre los 1332 metros al norte (Peña Corva) y los 560 metros a orillas del Ebro. La capital municipal se alza a 619 metros sobre el nivel del mar.

### Geografía humana
El municipio está formado por catorce entidades locales menores, a saber:
| - Almiñé (El) - Arroyo de Valdivielso - Condado - Hoz de Valdivielso - Panizares - Población de Valdivielso - Puente-Arenas - Quecedo, cabecera del municipio. - Quintana de Valdivielso - Santa Olalla de Valdivielso - Tartales de los Montes - Toba de Valdivielso - Valdenoceda - Valhermosa |

### Medio ambiente
El 85% de su término (10 914,94 hectáreas) queda afectado por la ZEPA Sierra de la Tesla-Valdivielso, donde destacan las siguientes especies: Buitre Leonado (Gyps fulvus); Aguilucho Pálido (Circus cyaneus); Alimoche (Neophron percnopterus) y Chova Piquirroja (Pyrrhocorax pyrrhocorax).

## Historia
A partir del año 860 queda bajo el señorío del conde Rodrigo formando parte del Condado de Castilla, zona fronteriza erizada de fortalezas que protegía la entrada de los invasores sarracenos.
La historia de la Merindad de Valdivielso está ligada a las órdenes religiosas, ya que en el siglo IX se establece en el valle un grupo de eremitas cuya influencia social no dejará mucha huella debido a su solitaria condición. Por el contrario, los monjes de San Pedro de Tejada, en Puente-Arenas, controlan pequeños núcleos campesinos, crean parroquias y favorecen la repoblación.
En el siglo XIII, el monasterio de San Salvador de Oña extiende su dominio al valle. A partir de ahí formará parte del Concejo Mayor de las Merindades de Castilla la Vieja. Sus regidores, fieles a costumbres paganas, se reúnen en la dehesa de Quecedo bajo la encina que ilustra el escudo consistorial.
Perteneciente al Corregimiento de las Merindades de Castilla la Vieja, dividida en cuatro partidos: Partido alto, con 13 lugares; Partido de Abajo, con 8 lugares; Partido de Arriba, con 6 lugares; Valle de Manzanedo, con 11 lugares, un barrio y una granja. Todos con jurisdicción de realengo.
A la caída del Antiguo Régimen quedan agregados a los ayuntamientos constitucionales de Merindad de Valdivielso, Valle de Manzanedo, en el partido de Villarcayo y de Rucandio en el partido de Briviesca, ambos pertenecientes a la región de Castilla la Vieja.
El nuevo municipio con su cabecera en El Almiñé y otros 25 lugares, a saber: 
| - Ahedo de Butrón - Arroyo - Condado - Dobro - Escóbados de Abajo - Escóbados de Arriba | - Herrera - Hoz - Huéspeda - Madrid de las Caderechas - Panizares - Población | - Porquera del Butrón - Puente-Arenas - Quecedo - Quintana de Valdivielso - Quintanilla-Colina - Santa Olalla | - Tartalés de los Montes - Toba - Tubilleja - Tudanca - Valdenoceda - Valhermosa - Villalta |  |

Disminuye el término del municipio porque entre el censo de 1857 y el anterior se independiza Villaescusa del Butrón, código INE 09541, y entre el censo de 1910 y el anterior se crea el municipio de Los Altos de Dobro, código INE 09014.

## Administración y política
| Periodo   | Nombre                      | Partido                                |
| --------- | --------------------------- | -------------------------------------- |
| 1979-1983 | Julián de la Torre Arce     | A.E.                                   |
| 1983-1987 | Raimundo Ruiz               | Alianza Popular                        |
| 1987-1991 | Raimundo Ruiz               | Alianza Popular                        |
| 1991-1995 | Raimundo Ruiz               | PP                                     |
| 1995-1999 | María Jesús González Pereda | Cerezos y Pinos (independiente)        |
| 1999-2003 | Don Benjamín López-Linares  | PP                                     |
| 2003-2007 | Jesús Arce Garmilla         | PSOE                                   |
| 2007-2011 | Jesús Arce Garmilla         | PSOE                                   |
| 2011-2015 | Óscar Palencia Corrales     | PP                                     |
| 2015-2019 | Joaquín Garmilla Ebro       | Juntos por Valdivielso (independiente) |

## Demografía
Merindad de Valdivielso cuenta con una población de 403 habitantes (INE 2024).
| Gráfica de evolución demográfica de Merindad de Valdivielso entre 1842 y 2021 |
| |
| Población de derecho según los censos de población del INE. Población de hecho según los censos de población del INE.Entre el censo de 1857 y el anterior, disminuye el término del municipio porque independiza a Villaescusa del Butrón. Entre el censo de 1910 y el anterior, disminuye el término del municipio porque independiza a Los Altos. |

En 1843 pertenecía al partido de Villarcayo y contaba con 1468 habitantes.
En la siguiente tabla se muestra la evolución del número de habitantes entre 1996 y 2006 según datos del INE.
| 581                       | 573 | 560 | 546 | 535 | 533 | 513 | 492 | 474 | 469 | 454 |
| (Fuente: INE [Consultar]) |     |     |     |     |     |     |     |     |     |     |

NOTA: La cifra de 1996 está referida a 1 de mayo y el resto a 1 de enero.

## Medios de comunicación
La emisora de radio Radio Valdivielso (106,0 MHz FM), gestionada por una asociación cultural desde el año 2001.

## Monumentos y lugares de interés
- Eremitorios en Quecedo

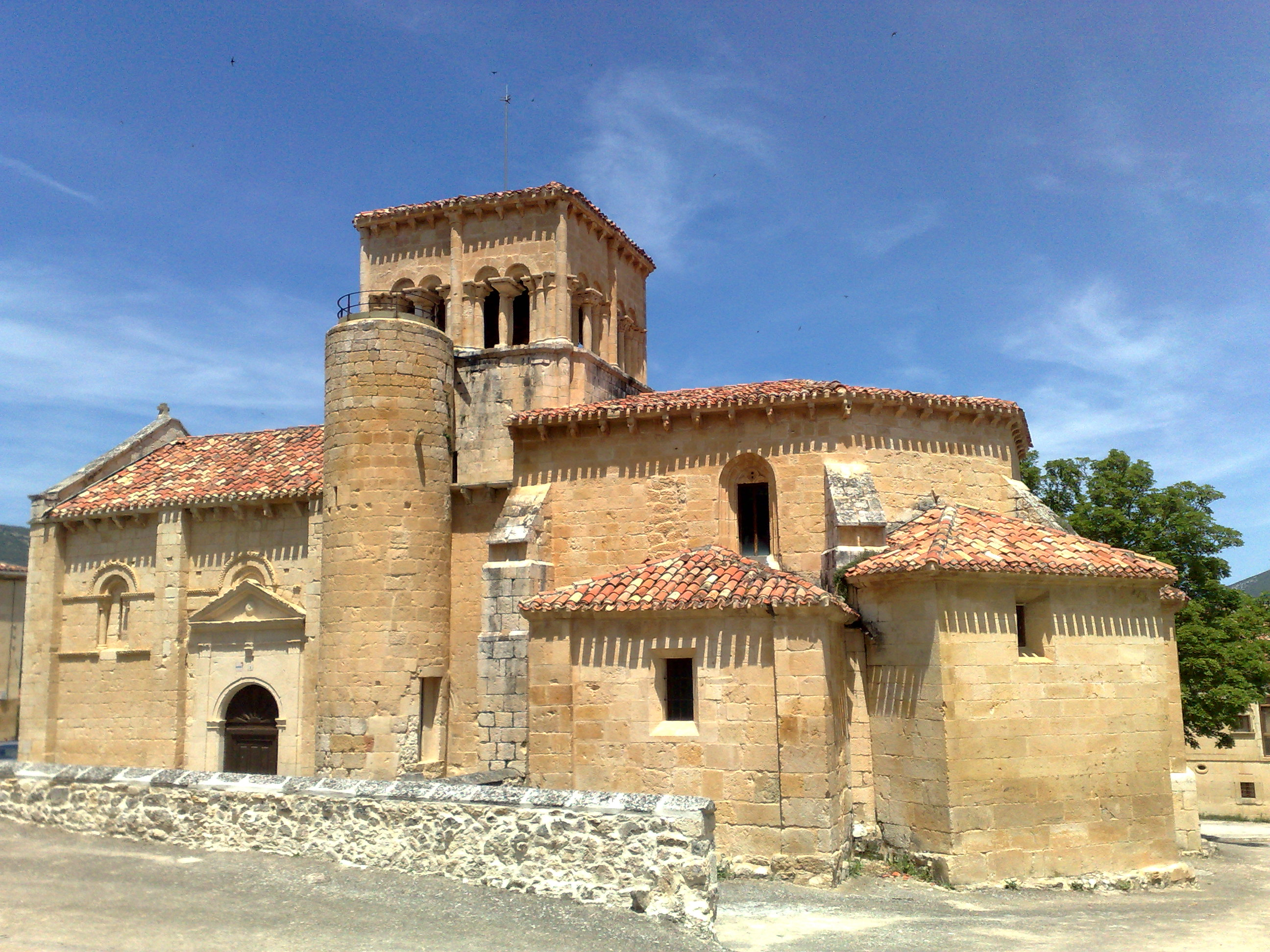
Iglesia de San Nicolás de El Almiñé

- Garganta de Tartalés de los Montes
- Desfiladero de Los Hocinos
- Tejos de Panizares
- Ruta del pescado y ruta de la sal (calzadas medievales)
- San Pedro de Tejada
- Iglesia parroquial de San Nicolás de El Almiñé
- Torre de Loja
- Torre de San Martín
- Castillo de Malvecino
- Torre de los Fernández Velasco en Valdenoceda

Cabe también destacar la iglesia románica en Valdenoceda; torre y casonas en Quintana de Valdivielso; casonas e iglesia románica en El Almiñé; iglesia de San Pedro de Tejada (una de las principales del románico burgalés), próxima a Puente Arenas; torre, casonas y eremitorios rupestres en Quecedo; iglesia gótica en Arroyo; torre en Valhermosa y palacio herreriano en Hoz de Valdivielso.

### Parques eólicos
En funcionamiento el denominado Peña Alta, de la empresa CESA-GERSA, con 20 aerogeneradores de tecnología Gamesa de una potencia unitaria de 660 kW, lo que supone una potencia total de 13.200 kW; y el denominado La Torada, también de CESA-GERSA, con 14 aerogeneradores de tecnología Gamesa de una potencia unitaria de 660 kW, lo que supone una potencia total de 9240 kW.

## Personas notables
- Felipe Ruiz Puente (1724-1779), nacido en El Almiñé. Brigadier de la Armada Española, primer administrador militar español en las islas Malvinas.